# Оберосбах
Оберосбах (њем. Oberroßbach) општина је у њемачкој савезној држави Рајна-Палатинат. Једно је од 192 општинска средишта округа Вестервалд. Према процјени из 2010. у општини је живјело 352 становника. Посједује регионалну шифру (AGS) 7143283.

## Географски и демографски подаци
Оберосбах се налази у савезној држави Рајна-Палатинат у округу Вестервалд. Општина се налази на надморској висини од 528 метара. Површина општине износи 2,8 km². У самом мјесту је, према процјени из 2010. године, живјело 352 становника. Просјечна густина становништва износи 125 становника/km².